# Tour of Guangxi
Tour of Guangxi (oficiálně GREE–Tour of Guangxi) je cyklistický etapový závod konaný v čínské provincii Kuang-si. Závod, který je součástí UCI World Tour, byl založen v roce 2017 a má i ženskou variantu, která se koná jako jednodenní závod.
Tour of Guangxi je historicky druhý čínský závod konaný v rámci UCI World Tour, čímž navazuje na Tour of Beijing, která se konala mezi lety 2011 a 2014. Závod musel být v letech 2020 až 2022 zrušen kvůli pandemii covidu-19 a problémům spojeným s ní.

## Vítězové

### Celkové pořadí
| Ročník    | Země                               | Jezdec                             | Tým                                |
| --------- | ---------------------------------- | ---------------------------------- | ---------------------------------- |
| 2017      | Belgie                             | Tim Wellens                        | Lotto–Soudal                       |
| 2018      | Itálie                             | Gianni Moscon                      | Team Sky                           |
| 2019      | Španělsko                          | Enric Mas                          | Deceuninck–Quick-Step              |
| 2020–2022 | Nejelo se kvůli pandemii covidu-19 | Nejelo se kvůli pandemii covidu-19 | Nejelo se kvůli pandemii covidu-19 |
| 2023      | Nizozemsko                         | Milan Vader                        | Team Jumbo–Visma                   |

### Bodovací soutěž
| Ročník    | Země                               | Jezdec                             | Tým                                |
| --------- | ---------------------------------- | ---------------------------------- | ---------------------------------- |
| 2017      | Kolumbie                           | Fernando Gaviria                   | Quick-Step Floors                  |
| 2018      | Nizozemsko                         | Fabio Jakobsen                     | Quick-Step Floors                  |
| 2019      | Německo                            | Pascal Ackermann                   | Bora–Hansgrohe                     |
| 2020–2022 | Nejelo se kvůli pandemii covidu-19 | Nejelo se kvůli pandemii covidu-19 | Nejelo se kvůli pandemii covidu-19 |
| 2023      | Belgie                             | Dries De Bondt                     | Alpecin–Deceuninck                 |

### Vrchařská soutěž
| Ročník    | Země                               | Jezdec                             | Tým                                |
| --------- | ---------------------------------- | ---------------------------------- | ---------------------------------- |
| 2017      | Itálie                             | Daniel Oss                         | BMC Racing Team                    |
| 2018      | Švýcarsko                          | Silvan Dillier                     | AG2R La Mondiale                   |
| 2019      | Polsko                             | Tomasz Marczyński                  | Lotto–Soudal                       |
| 2020–2022 | Nejelo se kvůli pandemii covidu-19 | Nejelo se kvůli pandemii covidu-19 | Nejelo se kvůli pandemii covidu-19 |
| 2023      | Dánsko                             | Frederik Wandahl                   | Bora–Hansgrohe                     |

### Soutěž mladých jezdců
| Ročník    | Země                               | Jezdec                             | Tým                                |
| --------- | ---------------------------------- | ---------------------------------- | ---------------------------------- |
| 2017      | Francie                            | Julian Alaphilippe                 | Quick-Step Floors                  |
| 2018      | Itálie                             | Gianni Moscon                      | Team Sky                           |
| 2019      | Španělsko                          | Enric Mas                          | Deceuninck–Quick-Step              |
| 2020–2022 | Nejelo se kvůli pandemii covidu-19 | Nejelo se kvůli pandemii covidu-19 | Nejelo se kvůli pandemii covidu-19 |
| 2023      | Spojené království                 | Ethan Hayter                       | Ineos Grenadiers                   |

## Ženský závod
Ženský závod, oficiálně Tour of Guangxi Women's WorldTour, se koná od roku 2017 a od roku 2018 je součástí UCI Women's WorldTour. Koná se jako jednodenní závod. Stejně jako mužský závod byl v letech 2020 a 2021 zrušen.
| Ročník    | Země                               | Jezdec                             | Tým                                |
| --------- | ---------------------------------- | ---------------------------------- | ---------------------------------- |
| 2017      | Itálie                             | Maria Vittoria Sperottová          | Bepink–Cogeas                      |
| 2018      | Kuba                               | Arlenis Sierraová                  | Astana Women's Team                |
| 2019      | Austrálie                          | Chloe Hoskingová                   | Alé–Cipollini                      |
| 2020–2022 | Nejelo se kvůli pandemii covidu-19 | Nejelo se kvůli pandemii covidu-19 | Nejelo se kvůli pandemii covidu-19 |
| 2023      | Polsko                             | Daria Pikulik                      | Human Powered Health               |